# Padrela e Tazem
Padrela e Tazem is een plaats (freguesia) in de Portugese gemeente Valpaços en telt 469 inwoners (2001).